# Plaza del Mercado Chico
La plaza del Mercado Chico, la plaza mayor de Ávila, está situada en el centro de la ciudad, intramuros. Es una plaza rectangular con soportales en tres de sus lados. Se orienta en el eje NE-SW, con el Ayuntamiento en el lado NE, y enfrente la iglesia de San Juan Bautista, en el lado sin soportales. 

## Situación
La plaza del Mercado Chico se encuentra en la zona centro de la ciudad, rodeada por la plaza de Zurraquín y calle del Marqués de Benavites al norte, mercado de abastos al este, e iglesia de San Juan al sur. Nacen de esta plaza las calles de Comuneros de Castilla, y Reyes Católicos al este, Caballeros al sur, y Vallespín al oeste. Entre las dos últimas se abren las escaleras que dan acceso a la calle Sancho Dávila.

## Historia
Algunos autores consideran que pudo ser el cruce entre las calles decumano y cardo de la ciudad romana. La primera plaza de la que se tienen noticias es de época medieval, posiblemente porticada. A su alrededor se reunieron los distintos gremios, dando lugar a calles con nombres como «Pescadería», «Alhatería», «Zapateros», «Carnicerías» o «Cuchillería». A partir del siglo XVIII se realizaron varios proyectos de renovación de la plaza, que no llegaron a concluirse.

## Configuración
Su configuración actual data del siglo XIX y responde a un proyecto neoclásico de Juan Antonio Cuervo salvo la Casa Consistorial que es obra de Ildefonso Vázquez de Zúñiga. Los lados de la plaza construidos presentan tres alturas: una primera de arcos semicirculares sobre pilares y dos superiores en los que predomina el ladrillo. La fachada del Ayuntamiento, resuelta principalmente con sillares de granito, consta de un primer nivel de arquerías, un piso noble con balconada y un nivel superior con dos torres.

## Denominaciones
Aunque en el pasado ya se nombró así, y aunque en la tradición oral de los abulenses siempre ha estado presente el nombre de Mercado Chico, su actual denominación data de principios del siglo XXI. En el siglo XV hay referencias a esta plaza como de San Juan, sin especificarse si se trata de esta plaza o de la que se abre al oeste de la iglesia de San Juan, pues también en ese siglo se denominaba del Mercado Chico.
Durante los siglos siguientes siguió denominándose del Mercado Chico, y tuvo una fuente, peso público y mesones alrededor, además de cerrarse como coso en días festivos. A partir de 1812, tras la aprobación de la Pepa, se llamó plaza de la Constitución. Doce años se mantuvo ese nombre, hasta que con la dictadura de Primo de Rivera se cambió de nuevo, esta vez a plaza de la Religión y del Rey. No está claro en qué momento se cambió de nuevo el nombre a la plaza, pero se sabe que al inicio de la Guerra Civil Española se cambió de plaza Real a plaza de la Constitución. Finalizada la guerra, en 1939, volvió a renombrarse como «plaza de la Victoria». El último cambio se produjo el 30 de marzo de 2001, para llamarse como en sus orígenes, del Mercado Chico.

## Transporte público
Ninguna línea de autobús urbano accede al interior de la muralla de Ávila, siendo la línea 1, que la rodea, la que tiene paradas más próximas al Mercado del Chico. Otros medios de transporte público, como taxis, pueden acercarse hasta los accesos norte —plaza del Zurraquín— o sur —iglesia de San Juan Bautista—.